# Lorigné
Lorigné est une commune française située dans le département des Deux-Sèvres, en région Nouvelle-Aquitaine.

## Géographie

### Communes limitrophes
| Melleran | La Chapelle-Pouilloux        |                     |
| Hanc     | Lorigné                      | Sauzé-Vaussais      |
| Pioussay | La Forêt-de-Tessé (Charente) | Montjean (Charente) |

### Climat
Pour des articles plus généraux, voir Climat de la Nouvelle-Aquitaine et Climat des Deux-Sèvres.
Historiquement, la commune est exposée à un climat océanique limousin.
En 2020, Météo-France publie une typologie des climats de la France métropolitaine dans laquelle la commune est exposée à un climat océanique altéré et est dans la région climatique  Poitou-Charentes, caractérisée par un bon ensoleillement, particulièrement en été et des vents modérés.
Pour la période 1971-2000, la température annuelle moyenne est de 11,8 °C, avec une amplitude thermique annuelle de 14,9 °C. Le cumul annuel moyen de précipitations est de 888 mm, avec 11,8 jours de précipitations en janvier et 7 jours en juillet. Pour la période 1991-2020, la température moyenne annuelle observée sur la station météorologique la plus proche, située sur la commune de Valdelaume à 7 km à vol d'oiseau, est de 12,8 °C et le cumul annuel moyen de précipitations est de 854,2 mm,. Pour l'avenir, les paramètres climatiques de la commune estimés pour 2050 selon différents scénarios d’émission de gaz à effet de serre sont consultables sur un site dédié publié par Météo-France en novembre 2022.

## Urbanisme

### Typologie
Au 1er janvier 2024, Lorigné est catégorisée commune rurale à habitat très dispersé, selon la nouvelle grille communale de densité à sept niveaux définie par l'Insee en 2022.
Elle est située hors unité urbaine et hors attraction des villes,.

### Occupation des sols
L'occupation des sols de la commune, telle qu'elle ressort de la base de données européenne d’occupation biophysique des sols Corine Land Cover (CLC), est marquée par l'importance des territoires agricoles (78,9 % en 2018), en diminution par rapport à 1990 (81,9 %). La répartition détaillée en 2018 est la suivante : 
terres arables (58,5 %), zones agricoles hétérogènes (19,6 %), forêts (17,9 %), zones urbanisées (3,2 %), cultures permanentes (0,8 %). L'évolution de l’occupation des sols de la commune et de ses infrastructures peut être observée sur les différentes représentations cartographiques du territoire : la carte de Cassini (XVIIIe siècle), la carte d'état-major (1820-1866) et les cartes ou photos aériennes de l'IGN pour la période actuelle (1950 à aujourd'hui).

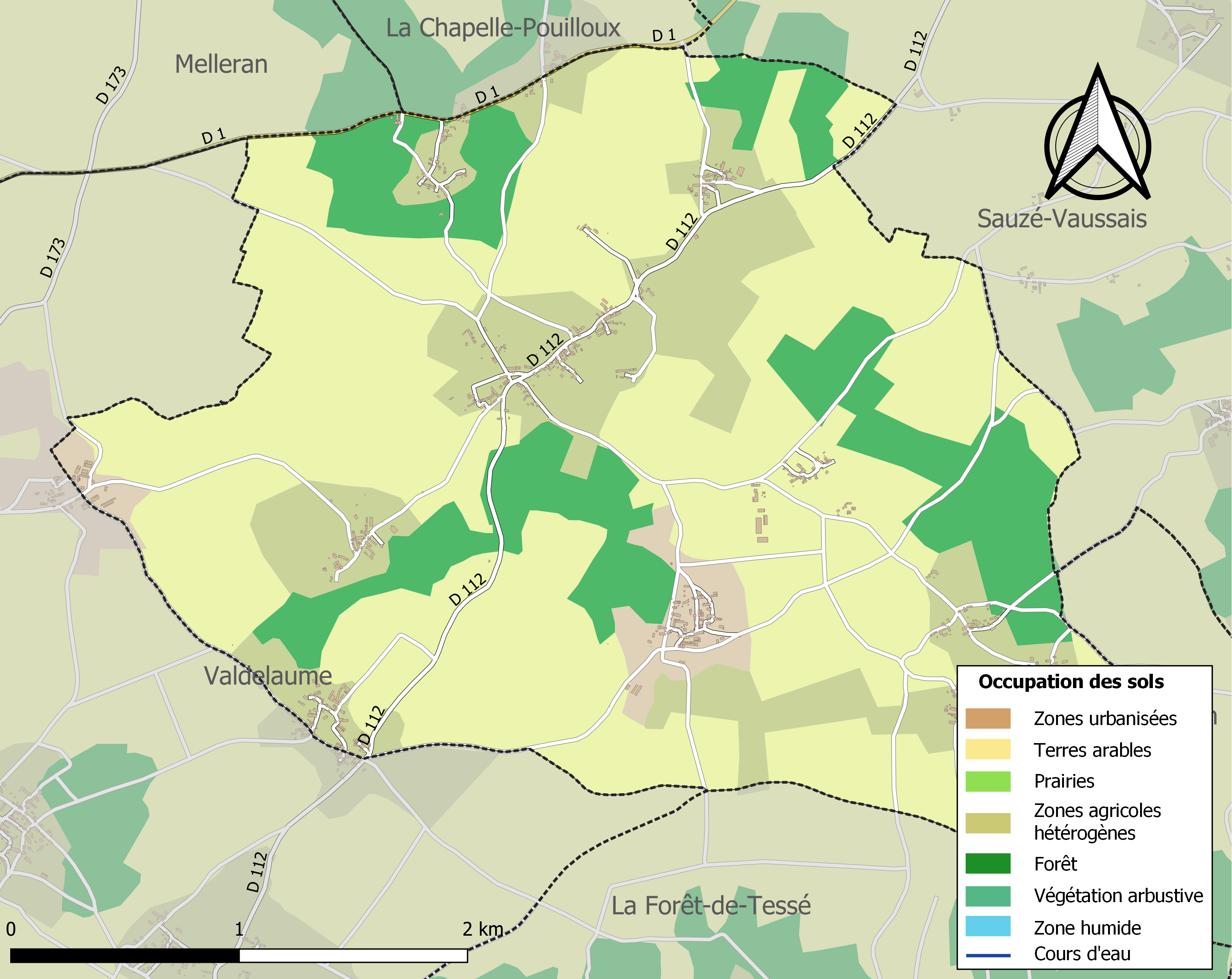
Carte des infrastructures et de l'occupation des sols de la commune en 2018 (CLC).

### Risques majeurs
Le territoire de la commune de Lorigné est vulnérable à différents aléas naturels : météorologiques (tempête, orage, neige, grand froid, canicule ou sécheresse), mouvements de terrains et séisme (sismicité modérée). Un site publié par le BRGM permet d'évaluer simplement et rapidement les risques d'un bien localisé soit par son adresse soit par le numéro de sa parcelle.

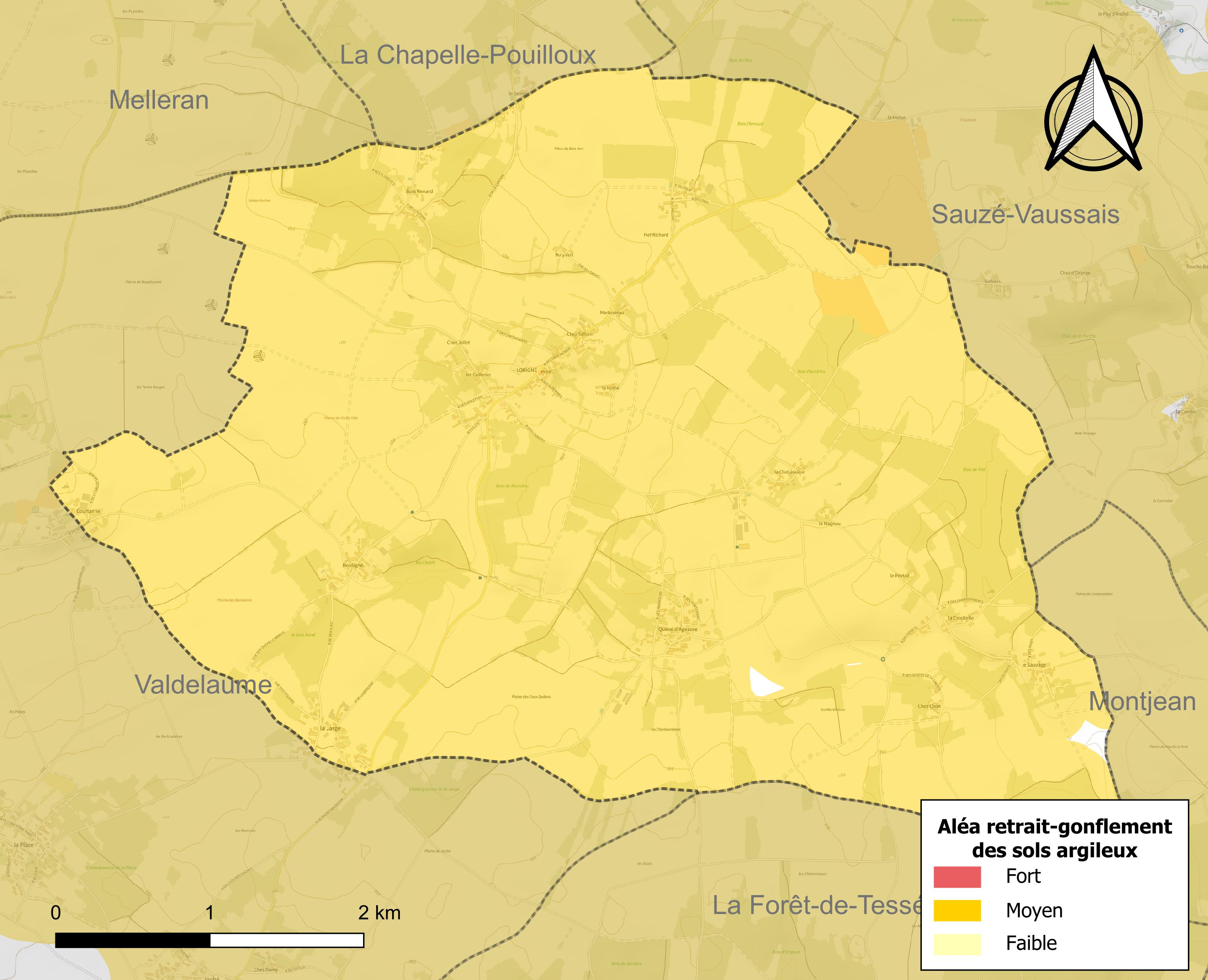
Carte des zones d'aléa retrait-gonflement des sols argileux de Lorigné.

Les mouvements de terrains susceptibles de se produire sur la commune sont des tassements différentiels. Le retrait-gonflement des sols argileux est susceptible d'engendrer des dommages importants aux bâtiments en cas d’alternance de périodes de sécheresse et de pluie. 99,8 % de la superficie communale est en aléa moyen ou fort (54,9 % au niveau départemental et 48,5 % au niveau national). Depuis le 1er octobre 2020, en application de la loi ELAN, différentes contraintes s'imposent aux vendeurs, maîtres d'ouvrages ou constructeurs de biens situés dans une zone classée en aléa moyen ou fort,.
La commune a été reconnue en état de catastrophe naturelle au titre des dommages causés par les inondations et coulées de boue survenues en 1982, 1999 et 2010 et par des mouvements de terrain en 1999 et 2010.

## Histoire

### Période moderne
Aucun seigneur n'a été enregistré dans la région de Lorigné au Moyen Âge, le premier vivant peu de temps après sa fin; Moïse de Pons, qui était en 1503 le seigneur de Fief-Richard et épousa Marie Landry, fille de Barthélémy, seigneur de Sauzé et Brouillac. Cette famille Pons est originaire de Civray au début du XVe siècle et donc, ce n'était pas la même mais peut-être liée à la famille Pons de Santonge. Outre les terres de Lorigne, ils avaient également les seigneuries de Fellet (à Pleuville), La Coudre (à Chey), le Mas de Lesterps (à Cieux), le Breuil-Coiffaud (à Hanc), entre autres. Outre la seigneurie de Fief-Richard, la famille Pons a également tenu à Lorigné la seigneurie de La Chebassière depuis au moins 1655, qu'ils tenaient sans interruption jusqu'à l'abolition du féodalisme en 1789.
D'autre part, Fief-Richard est passé à la famille d'Anché (puis Danché) peu avant le 6 février 1654, la date à laquelle René d'Anché (écuyer, fils de Gédéon, seigneur de La Bourgonniere, et Madeleine de la Maisonneuve) a été mentionné comme le seigneur de cet endroit. La famille d'Anché, originaire d'Anché à Vienne au milieu du XVe siècle, avait à cette époque les seigneuries de Bessé, Puy-d'Anché (à Sauzé-Vaussais), Treuil (à Dolus-d'Oléron) et Bourgneuf (à Prailles). Ils avaient la totalité de Fief-Richard pendant un demi-siècle jusqu'au 18 mai 1716, lorsque le domaine a été divisé entre René d'Anché (écuyer, fils de René d'Anché et Esther de Robert) et Pierre d'Angély (écuyer, seigneur de Masjussier) après la mort de sa mère, Renée d'Anché, dame héritière de Fief-Richard. La famille d'Angély était originaire de Champagne-Mouton à la fin du XVe siècle, et avait des terres à Lorigné aux côtés des Danché jusqu'au XIXe siècle.

## Politique et administration
| Période   | Période   | Identité        | Étiquette | Qualité |
| --------- | --------- | --------------- | --------- | ------- |
| mars 2001 | mars 2008 | Robert Robichon |           |         |
| mars 2008 |           | Clotilde Papot  |           |         |

## Démographie
À partir du XXIe siècle, les recensements réels des communes de moins de 10 000 habitants ont lieu tous les cinq ans. Pour Lorigné, cela correspond à 2005, 2010, 2015, etc. Les autres dates de « recensements » (2006, 2009, etc.) sont des estimations légales.
| 1793 | 1800 | 1806 | 1821 | 1831 | 1836 | 1841  | 1846  | 1851  |
| ---- | ---- | ---- | ---- | ---- | ---- | ----- | ----- | ----- |
| 647  | 673  | 678  | 778  | 821  | 914  | 1 021 | 1 122 | 1 102 |

| 1856  | 1861  | 1866 | 1872 | 1876 | 1881 | 1886 | 1891 | 1896 |
| ----- | ----- | ---- | ---- | ---- | ---- | ---- | ---- | ---- |
| 1 037 | 1 055 | 982  | 986  | 959  | 903  | 835  | 810  | 800  |

| 1901 | 1906 | 1911 | 1921 | 1926 | 1931 | 1936 | 1946 | 1954 |
| ---- | ---- | ---- | ---- | ---- | ---- | ---- | ---- | ---- |
| 719  | 716  | 693  | 647  | 633  | 627  | 618  | 562  | 545  |

| 1962 | 1968 | 1975 | 1982 | 1990 | 1999 | 2005 | 2006 | 2010 |
| ---- | ---- | ---- | ---- | ---- | ---- | ---- | ---- | ---- |
| 480  | 413  | 336  | 336  | 308  | 298  | 286  | 286  | 279  |

| 2015 | 2020 | 2022 | - | - | - | - | - | - |
| ---- | ---- | ---- | - | - | - | - | - | - |
| 296  | 303  | 302  | - | - | - | - | - | - |

## Culture locale et patrimoine

### Lieux et monuments
Sur la commune de Lorigné, on note la présence d'ancien four à pains, et d'une église remarquable.
- Église Saint-Martin de Lorigné.